# Scythia Minor

Kaart van Scythia Minor

Scythia Minor was de naam die de Romeinen gaven aan een landstreek in het noordoosten van de provincie Moesia (géén provincie op zichzelf). De regio is langs het noorden en westen begrensd door de Donau en de Zwarte Zee in het oosten. Het komt overeen met het Dobroedzja van vandaag (een deel daarvan ligt in Roemenië en een klein deeltje in Bulgarije.

## Geschiedenis
De oorspronkelijke bewoners van Scythia Minor waren Daciërs en Kelten, maar werden verdrukt door de binnenvallende Scythen. In de 7e eeuw v.Chr. stichtten de Grieken verschillende koloniesteden aan de kusten van de Zwarte Zee. In 29 v.Chr. veroveren de Romeinen de hele regio en voegen Scythia Minor bij de provincie Moesia en later Moesia inferior. Onder Diocletianus komt het in het diocees van Thracië te liggen. Na de ondergang van het West-Romeinse Rijk zijn de Byzantijnen de baas in de regio, tot het land in de middeleeuwen verloren gaat aan migrerende volkeren.

## Steden en kolonies in Scythia Minor

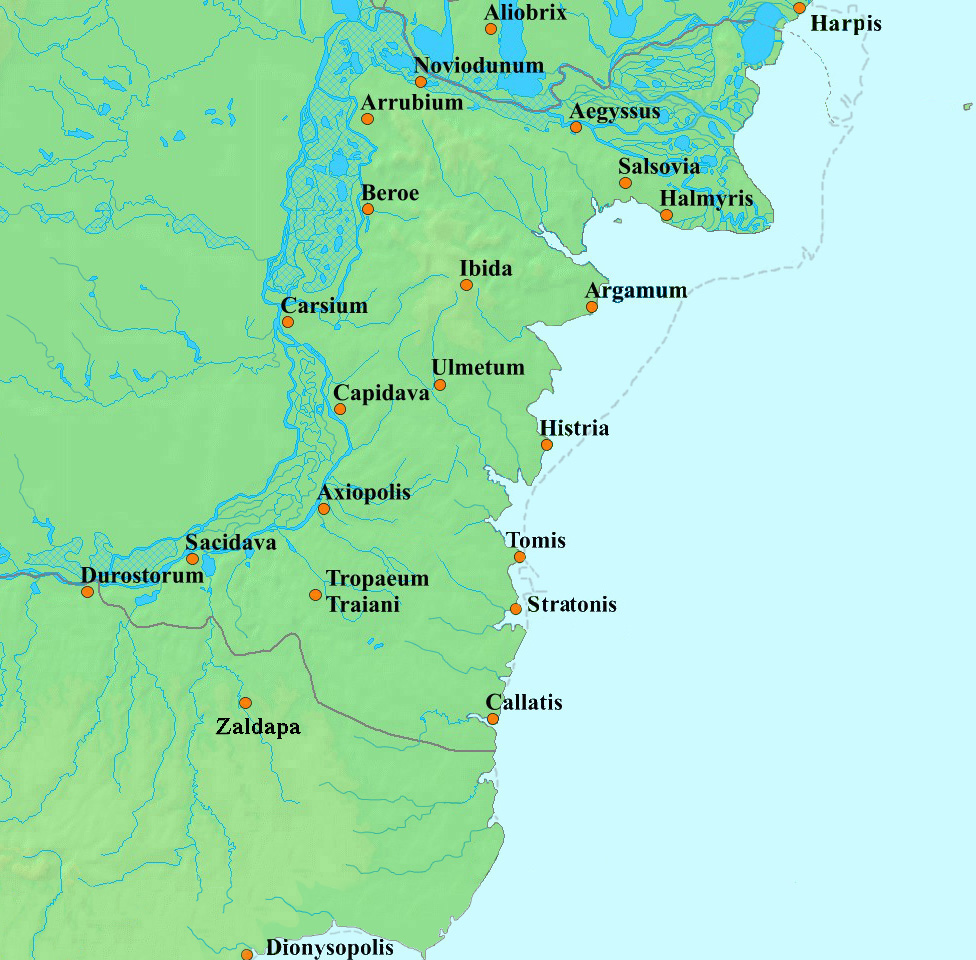

Dit is een lijst met de steden en Griekse kolonies die in bronnen uit de Oudheid voorkomen (zie ook kaartje hiernaast). Ze zijn gesorteerd volgens de oorsprong van de naam en de stichters.

### Daciërs
- Tomis (het huidige Constanța)
- Altina (het huidige Oltina)
- Buteridava (het noordelijke deel van Dobroedzja)
- Capidava (het huidige Capidava)
- Dinogetia (het huidige Garvăn)
- Mesembria (het huidige Nesebar, gelegen in Bulgarije)
- Genucla (aan de Donau; onbekende locatie)
- Sagadava (aan de Donau; nu in Bulgarije)
- Sucidava (het huidige Izvoare)
- Zaldapa (heden in Bulgaria)

### Keltisch
- Argamum (het huidige Dolojman)
- Arrubium (het huidige Măcin)
- Durostorum (het huidige Silistra, in Bulgarije)
- Noviodunum (het huidige Isaccea)

### Grieks
- Aegyssus (het huidige Tulcea)
- Apollonia (het huidige Sozopol, in Bulgarije)
- Axiopolis (today Cernavodă)
- Calatis (het huidige Mangalia)
- Dionysopolis (het huidige Balcic, in Bulgarije)
- Halmyris (het huidige Murighiol)
- Heracleea (het huidige Enisala)
- Histria (heden in Roemenië)
- Stratonis (het huidige Tuzla)

### Romeins
- Talamonium (het huidige Nufăru)
- Trophaeum Traiani (het huidige Adamclisi)

### Onbekend
- Beroe (het huidige Ostrov)
- Carsium (het huidige Hârșova)
- Ibida (het huidige Slava Rusă)
- Troesmis (het huidige Iglița-Turcoaia)
- Odessos (het huidige Varna, in Bulgarije)
- Salsovia (het huidige Mahmudia)
- Ulmetum (het huidige Pantelimon)